# 棗糕

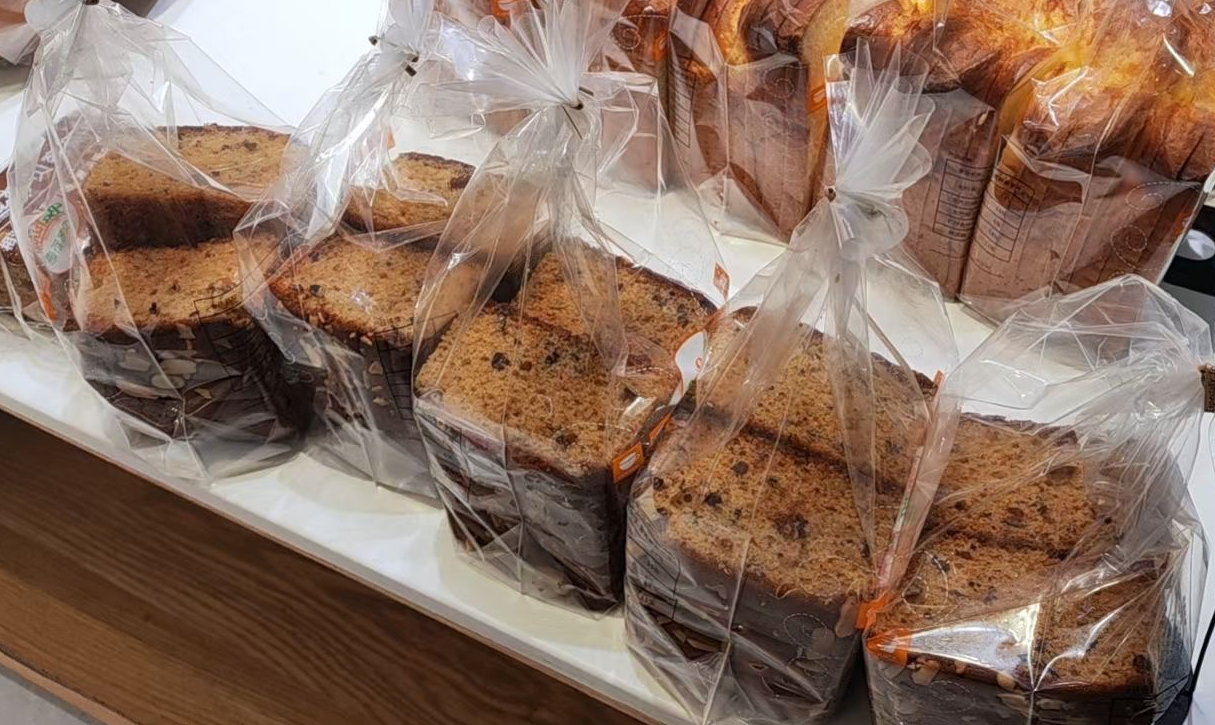
紅棗で作った棗糕

棗糕（ザォーガォー）とは中国北部のお菓子、棗で作った柔らかいケーキのことであり、食感がやさしく、甘みが特徴的で、北京や山東省などの地域で人気な食べ物である。